# پاکیتا ریکو
پاکیتا ریکو (اسپانیایی: Paquita Rico‎؛ زادهٔ ۱۳ اکتبر ۱۹۲۹) بازیگر اهل اسپانیا است. وی بین سال‌های ۱۹۴۸ تا ۱۹۸۳ میلادی فعالیت می‌کرد.
فیلم «زنده‌باد غیرممکن!» که وی در آن هنرنمایی کرده بود، به «هشتمین جشنواره بین‌المللی فیلم برلین» راه یافت. از فیلم‌های دیگر او می‌توان به ماریا مورنا اشاره کرد.